# アッシリア
アッシリア（Assyria, 古典シリア語: ܐܬܘܪ, ラテン文字転写: ʾāthor, アラビア語: اشور）は、現在のイラク北部を占める地域、またはそこに興った王国。アッシュル市を中核とし、帝国期にはニネヴェやニムルドが都として機能した。歴史地理的名称としてのアッシリアはチグリス川とユーフラテス川の上流域、つまりメソポタミアの北部を指し、メソポタミア南部は一般にバビロニアと呼ばれる。最終的にメソポタミア・シリア・エジプトを含む世界帝国を築き、その遺産はハカーマニシュ朝（アケメネス朝、ペルシア帝国）に受け継がれてその王権や社会に影響を与えた。

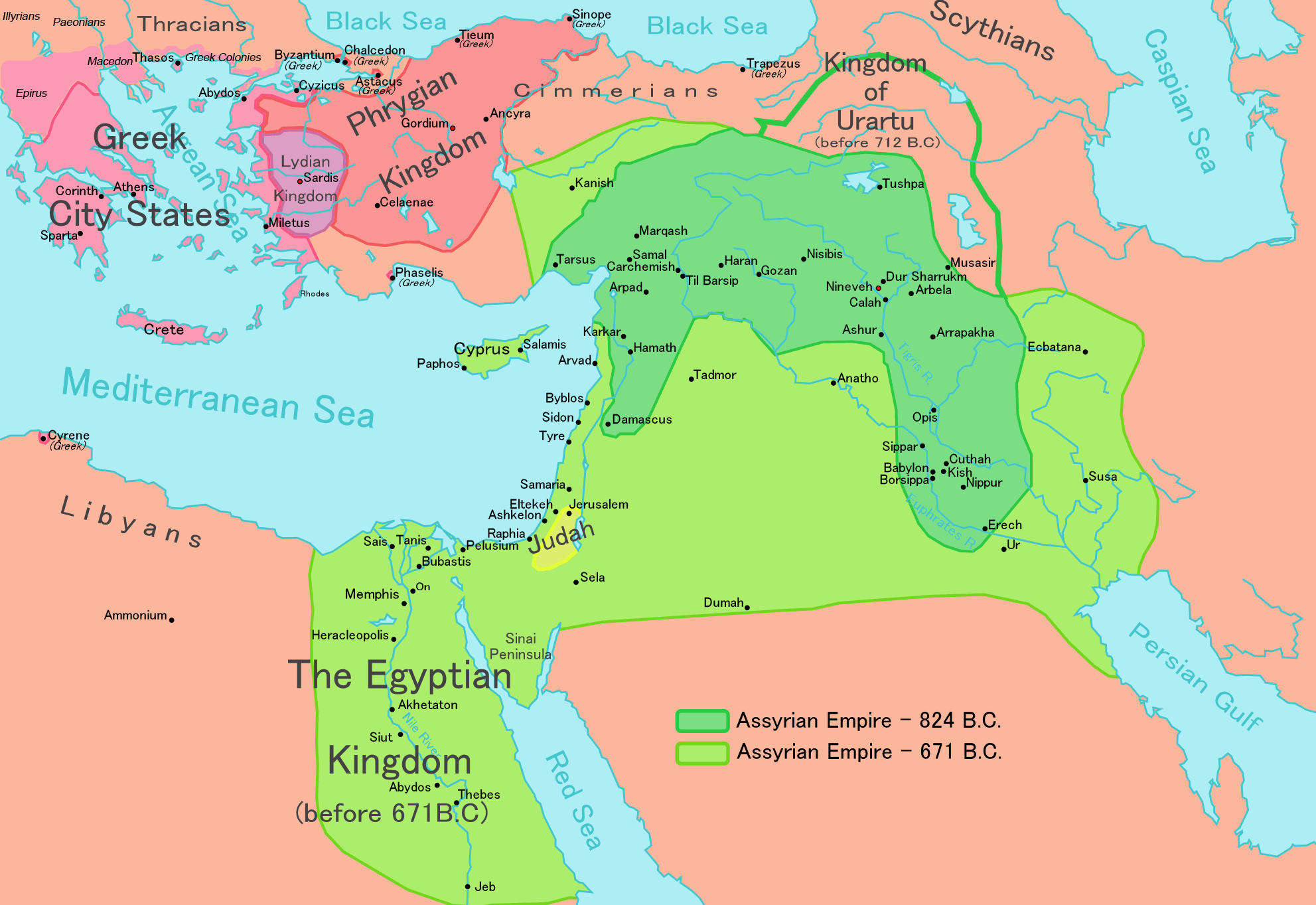
紀元前824年と紀元前671年のアッシリアの版図。

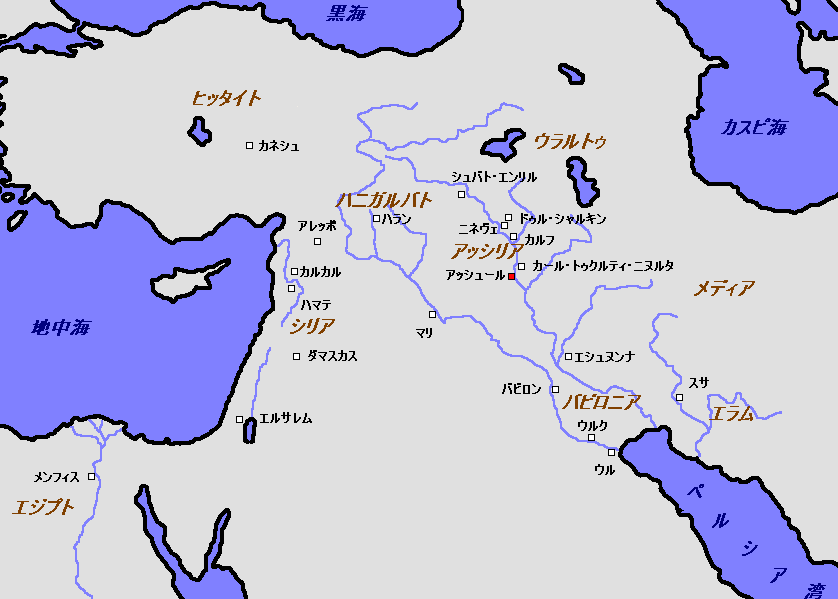
アッシリアに関連した都市と国の位置関係
ハニガルバトとは、『ミタンニ』に対するアッシリア側からの他称である。

アッシリアの世界帝国。強力な軍事力と過酷な統治体制でアッシリアは最初の「世界帝国」を樹立した。画像は都ニネヴェの北宮殿を飾っていたアッシリア王アッシュルバニパル（在位：紀元前668年 - 紀元前627年頃）の浮き彫り（ロンドンの大英博物館蔵）。

## 概要
アッシリアの歴史は、主に言語の変化、即ちアッカド語北方方言であるアッシリア語の時代変化に基づいて4つに時期区分される。
初期アッシリア時代は、基本的に文字史料の無い時代である。主に土器の様式の変化によって更に細かく区分されるが、政治史の復元はほぼ不可能と言って良い。末期になると僅かに、シュメール語やアッカド語による文字史料が現れる。後世のアッシリア社会の原型は、この頃既に形成されていたと考えられる。
古アッシリア時代は、アッシリア語が古アッシリア語と呼ばれる形であった時代で、主に紀元前1950年頃から紀元前15世紀頃までを指す。アッシリア商人や、シャムシ・アダド1世の台頭によって多くの文書史料が残り、アッシリアの政治史が初めて具体的に復元されうる時代である。便宜上アッシュル・ナディン・アヘ2世までが古アッシリア時代とされるが、イシュメ・ダガン1世以降のアッシリア史は史料の欠落によってほとんどわかっておらず、政治史的には別時代である。
中アッシリア時代は、アッシリア語が中アッシリア語と呼ばれる形に変化した時代で、紀元前14世紀初頭あたりから、紀元前10世紀の末頃までの時代を指す。アッシリアの君主達が、旧来の「アッシュルの副王」ではなく、「偉大な王、アッシリアの王」を称するなど、大国としてのアッシリアが台頭した時代である。
新アッシリア時代は、アッシリア語が新アッシリア語と呼ばれた形であった紀元前10世紀の末頃から、アッシリアの滅亡までの時代を指す。この時代アッシリアは、全オリエントを覆う世界帝国を打ち立てた。有名なアッシュルバニパル王の図書館が作られたのもこの時代である。なお、「アッシリア帝国」と「新アッシリア時代」は混同するべきではない。

### 名称
「アッシリア」はアッシュルの地を意味するギリシア語表記に由来するヨーロッパにおける呼称で、本来のアッカド語北方方言であるアッシリア語による名称はアッシュル（Asshur）。アッシュルの名はチグリス川上流にあった国土とその中核となった首邑の名であり、かつそれらを神格化した神の名でもあった。アッシリアの名称はアッシュルの意味する意味空間のうち、アッシュルの地、及びそこに成立した古代国家、さらにはその国家がオリエント一帯を征服して成立した大帝国を指す。

### 地理
アッシュルの地はバビロニアの北西に位置するチグリス川沿いの高原地帯であり、クルディスタンやアルメニアの山岳地帯を北の背に、メソポタミアの低地をはるか南方に望む場所に位置している。この土地はバビロニアのようなメソポタミア低地域と異なり、年間降水量が200mm以上あり、農業に灌漑を必要としない。いわゆるドライファーミング（天水農業）地帯である。そのため、バビロニアが常に悩まされてきた農地の塩類集積とは無縁であり、年毎の降水量に左右されて収量が不安定な側面は否めないものの、塩分に弱い小麦を豊富に産した。また、いわゆる肥沃な三日月地帯の中央部でもあるため、メソポタミアとアナトリア半島、シリア、イラン高原といったオリエント各地を結ぶ交易の中継地でもあった。

### 民族
アッシリア人はセム語族に属するアッカド語の北方方言、アッシリア語を用いた集団であるが、非セム語を用いた集団もアッシリア人の形成にかかわっていたと考えられる。また、その民族形成の背景となった上記の地理条件もあって、アッシリア商人は特に古アッシリア時代の200年間はオリエント各地で活躍し、アナトリア半島のカネシュ（現キュルテペ）など現地の都市に隣接してカールム（港の意）と呼ばれる商業拠点集落を数多く形成していた。
アッシリア、すなわちアッシュル国家は本来はアッシュル市を中心とする狭い範囲を版図とした。歴史の初期にはウル第三王朝の覇権下にあり、またその長い歴史の中で何度も周囲に覇権を拡大してはまた、その覇権を失って新たに台頭した大国、例えばバビロン第一王朝やミタンニなどの覇権下に屈した。しかし諸民族と国々の興亡の激しいオリエント世界で例外的な一貫性をもってよくその中央集権的な国家体制を維持し、鉄器時代に入った紀元前千年紀前半、いわゆる新アッシリア王国と呼ばれた時代にオリエント全域を征圧・支配する大帝国を打ち立てた。しかし、この大帝国が衰退、解体すると共に滅亡し、その1400年間に及ぶ長い歴史に終止符を打った。しかし、この大帝国を統治する制度的な技術はこの後オリエントの広域に覇権を打ち立てた新バビロニア王国や、アケメネス朝ペルシアに受け継がれた。

### 国家体制
アッシリアの制度上の君主は神格化された国土、あるいは主邑であるアッシュル神で、人間の君主はアッシュルの副王を名乗った。伝統的なアッシリアの国家体制の中核機関はアールムと呼ばれた市民会であり、国家運営の重要事項をここで審議、決定し、この決定は母国から遠く離れたアナトリア半島などの商業拠点の植民市にも伝えられた。アールムの議長を務めたと考えられる公職にリンムがあり、毎年アッシュル市の有力者の中からリンムが選ばれ、年代の記録はその年のリンム職の人物の名前をもって行った。この紀年法は、その年のコンスル職の人名をもってした古代ローマの制度に似ている。アッシリアの歴史の初期にはアッシリア王（アッシュルの副王）の権力はアールムとリンムによって制限されたものであった。アールムとリンムが職務についた施設が「市の館」で、行政上の署名捺印に用いられる市の館の円筒印章はアッシュル神の印章をも兼ねており、アールムとリンムが伝統的に所持した権威がここにもうかがえる。やがて王権の拡大と共に王がリンムを兼ねることも行われるようになってアッシリア王は強大な権力を振るうようになり、アールムとリンムの権限も形骸化したが、この制度自体はローマ帝国の時代にもコンスルと元老院の制度を維持し続けた古代ローマと同様に、大帝国に発展した新アッシリア王国期を経てアッシリア滅亡まで維持された。

## 初期アッシリア時代
紀元前2000年紀に入る前の初期アッシリアの歴史は、文献史料が殆ど残されておらず、専ら考古学的成果によってその流れを把握するに留まる。
後世アッシリアと呼ばれる地方に人が居住し始めたのは極めて古い。紀元前6000年紀頃のハッスーナ文化期には、アッシリア地方の最も早い時期の集落、テル・アルパチア、ハッスーナ等が形成され始めた。
紀元前5000年紀半ば以降になると南部メソポタミアで発生したウバイド文化が北部メソポタミアにおいてもその全域に広がり、ニネヴェなどに大規模集落が形成されている。これは南部メソポタミアでの灌漑農業の拡大とそれによる人口増加、経済の発展に伴い、各種資源の需要が高まり、金属資源や木材や家畜類などの交易規模が増大した結果、概要にあるようなアッシリアの地理条件のために交易中継地として人々の移動が激しくなった影響で、南部メソポタミアの文化が北部メソポタミア全域にまで拡大したものと考えられる。その後のウルク期を経て、南部メソポタミアとは一線を画す独自の地方文化が形成されて行く事となる。
紀元前3000年紀半ば頃（初期王朝時代）、後に神格化される都市、アッシュルへの最初の居住が始まった。同じ時期までにカルフ（ニムルド）やアルベラ（エルビル）など、アッシリアの中心的役割を果たす都市の基礎も形成されている。
アッカド帝国の時代には既に都市国家として独自の政治体制が確立されていたと考えられる。アッカド帝国やウル第三王朝の時代にはその覇権下に置かれ、建築事業などの一部が文字記録として残されるようになる。アッカド・ウル第三王朝の時代と前後して、都市アッシュルの神格化が進み、政治的一体性を持った地方としてのアッシリアと、アッシリア社会の原型が形成された。そして、紀元前1975年頃、ウル第三王朝の滅亡と前後してアッシリアが古アッシリア王国時代へと入り、この時代にアッシリアは歴史に登場する事となる。

## 古アッシリア時代

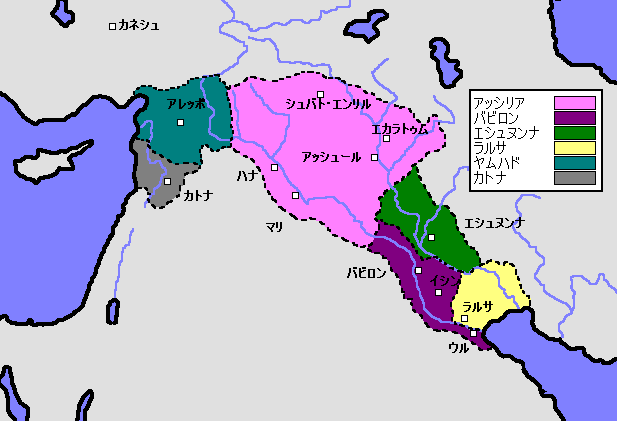
シャムシ・アダド1世時代の各勢力範囲

紀元前2000年紀に入ると、アッシリア史が具体的に姿を現し始める。古アッシリア王国は前1975年頃にプズル・アッシュル1世によって開始された。この時代のアッシュルは、まだ都市国家の一つに過ぎなかったが、アッシリア商人は交易活動を広く行い交易先の各地の都市に隣接して商業植民市カールム（港湾区）を作ったことで知られる。またその他にも、ワバラトゥムと呼ばれる居留区を作り、北メソポタミア一帯をその商圏とした。
国家制度の点では、アッシュル市が極めて重要な意味を持った。この頃には既にアッシュルの神格化は完全に進んでおり、この都市名を記述する時には神を意味する限定詞ディンギルが付された他、地名を意味する限定詞キが付された場合や、限定詞無しの場合でも、同じようにアッシュル神を指した。そして、アッシュル市ではアールムと呼ばれる市民会の決定が重要視され、その決定は遠くアナトリア半島などの商業拠点にも伝えられていたが、そのアールムの議長を務める役職として、リンム職がエリシュム1世によって初めて設けられ、アッシリア政治制度の根幹が完成された。
この時代のアッシリア王は、その称号としてアッシュルの副王を名乗っており、神格化された国土アッシュルと人間との関係を祭礼によって仲介することで市の繁栄を保障する役割を負った。また王は同時に商人達の統率者であり、監督官（ワクルム、新アッシリア時代にはウクル）と言う称号を用いて司法権を行使し商業上のトラブルを治めた。
政治史的には、紀元前1813年にアッシリアを征服して王となったアムル人、シャムシ・アダド1世の存在が極めて重要である。彼はアッシリアにシュバト・エンリル市を築き、そこを拠点にオリエント最大の王国を築きあげたほか、バビロニア風の王権概念を持ち込んで自らを「世界の王」と称した。またアッシリア王名表が初めて編纂され、その王統譜が整理された。だが、彼の後継者達はその巨大な王国を維持することが出来ず、王の称号もアッシュルの副王に戻り、世界の王を称する者は古アッシリア時代を通じて現れなかった。紀元前1750年頃以降の時代は、文献史料も見つかっておらず、中アッシリア時代に入るまでの歴史は殆ど明らかになっていない。アナトリア諸都市に設けられたカールムなどの商業拠点もヒッタイトの台頭によって破壊されたと考えられており、この時代の終わりとともに戦火によって廃絶している。

### 社会・経済
アッシリア商人達にとって取り分け重要だったのはロバを用いたバビロニアとアナトリアの間の中継貿易であり、その拠点として作られたカールムの一つカネシュ（現キュルテペ）からは、当時のアッシリア商人達が残した商業文書が多数発見されている。アッシリア商人は、バビロニア産のヒツジの毛織物や、ザグロス・バクトリアの錫をアナトリアで売買して利潤を得た。ことに青銅器の急激な普及によって、その製造に必要な錫の需要が高まっていたことは、アッシリア商人が躍進した原因の一つである。アッシリア商人の活躍したアナトリアでは銅鉱石は産するが、錫の鉱床を欠いていたのである。そしてこの交易ネットワークは高度に整備されており、商人の分業も進んでいた。アッシリア商人達は、各都市に常駐する情報収集者を通して、為替相場（金、銀、錫などの交換レート）情報に気を配り、個人投資家から委託される形での資本運用さえ行っていた。ナルックム（袋の意）と呼ばれる長期の資本運用契約に関する文書史料が残存している。またこういったアッシリア商人達は、諸外国や、別の商人との間で商業契約を多数結んで自らの利益を確保しようとした。

### 文化
商業活動の拡大はアッシリアに多くの富を齎したと考えられる。この時代、アッシュル市の城壁は数度にわたって造営が繰り返され、頻繁な建築活動が行われていたと考えられる。王碑文などの文献史料も飛躍的に増大し、商業活動のために文字は急速に普及した。特にアナトリアのカールムであるカネシュ（現キュルテペ）からは膨大な数の商業契約文書や備忘録のようなものが発見され、当時の商人の生活を生々しく知ることができる。

## 中アッシリア時代
中アッシリア時代

アマルナ期 (紀元前14世紀)の古代オリエント
古代エジプト (緑), ヒッタイト (黄), カッシートのバビロン (紫), アッシリア (灰), ミタンニ (赤), アカイア/ミケーネ文明の範囲は (橙色)。 （明色は直接統治、暗色は影響範囲を示す）

シャムシ・アダド1世の王国が崩壊して以来、小規模勢力に過ぎなかったアッシリアが、有力国として台頭するのがこの時代である。中アッシリア時代の初期にはアッシリアはミタンニ王国の勢力圏下に置かれていた。このためこの時期のアッシリアに関する史料は少ない。アッシリア史における転機となったのがアッシュル・ウバリト1世の治世である。彼の時代に、アッシリアはミタンニの影響力を完全に排除し、大国としての道を歩み始めることになった。このことは彼がエジプト王へ向けて送った外交文書アマルナ文書からも確認できる。当時オリエント世界はヒッタイト、ミタンニ、バビロニア、エジプト等の列強諸国が君臨していたが、ミタンニを打倒したことによってその遺領を獲得し、バビロニア、ヒッタイトとも戦って勝利を収め、アッシリアはオリエント世界に確固たる地位を築いた。トゥクルティ・ニヌルタ1世の時代には、はじめてアッシリア王がバビロニアを征服し、これを支配下に納めることに成功している。だが、彼の死後は前1200年のカタストロフが起こり、政治混乱によって勢力が減衰した。ティグラト・ピレセル1世の時代には一時回復したものの、死後アラム人の侵入によって
再び領土は縮小するなどアッシリアは混乱期に入ったため、残存史料も少なく、政治史の復元が困難になる。
国家体制においては、アッシュル・ウバリト1世以来領土の拡大を続けるにつれて、アッシュルの地（マート・アッシュル:māt Ashur）と呼ばれる神格化された領域も、都市アッシュルから外部へと拡大し、それに対応して伝統的なアッシュルの副王と言う称号と合わせてアッシュルの地の王と言う王号も新たに使用されるようになった。こうしたアッシリアの「本国」を形成する諸州はアッシュル神に対する奉納を行っていた。アッシリア地方とも言うべきまとまった領域の姿が明らかになったともいえる。この外側にアッシリアによって征服された属国が広がっており、アッシリア国家はこの本国と属国によって形成されていた。

### 社会・経済
この時代のアッシリアの経済的基盤は、主に穀物類の栽培や牧畜などの農業生産にあったといわれる。急速に拡大する領土にあって、経済も変化したと考えられるが詳細はよくわかっていない。
中アッシリア法典と呼ばれる法律文書が作成されたのもこの時代である、これは発見されている中ではアッシリア最古の成文法である。女性に関する規定が多いことで知られ、女性保護の要素があると言われる場合も多いが、少なくとも現代的な人権思想をそこに投影するのは危険である。この法典の中では、男性が女性に対する際に取るべき作法や取ってはならない行動が規定されているほか、女性の衣服についての制限、（ヴェールで頭を隠すなど）が規定されている。女性の衣服制限についてはその女性が属する階級によって細かくわかれており、既婚、未婚の女性や上流階級の女性はヴェールを着用しなくてはならなかったが、逆に女奴隷や娼婦はヴェールの着用を禁止されていた。これは根本的には男性の保護下にある女性とそうでない女性の判別を目的としたといわれ、婚姻に際しては新郎が新婦にヴェールをかぶせるという儀式が行われた。

### 文化
中アッシリア時代から始まったバビロニアへの政治介入と征服は、バビロニア文化をアッシリアに齎した。王号の中には「エンリルの代官」や「世界の王」などバビロニア風の称号も加えられたほか、バビロニアから戦利品として齎された芸術品や書記達は、アッシリア文化に著しい影響を与えた。代表的なものが『トゥクルティ・ニヌルタ英雄叙事詩』に代表される叙事詩編纂であり、バビロニア文学の影響を著しく受けた物である。
またアッシュル神をシュメールの神、エンリル神と習合させるなどの動きがあった。エンリル神の神話がアッシュル神のものとして再編成され、最高神として位置づけることが試みられた。このほか、本国を構成する州がアッシュル神に対する共通の宗教儀礼を執り行うことによって結びつきを強めるなど、宗教面の整備が進んだ。

## 新アッシリア時代
新アッシリア帝国

アッシリアの版図の変遷

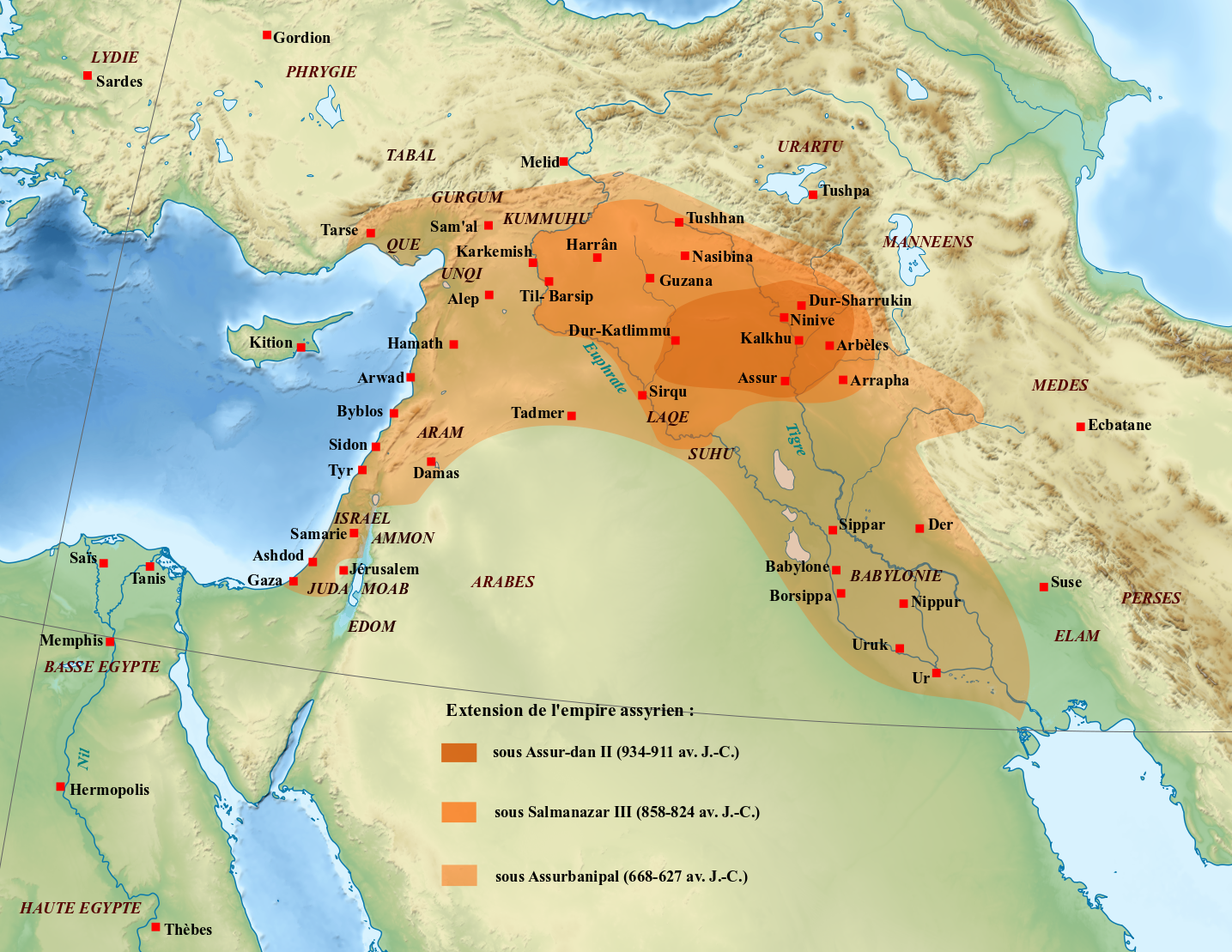
アッシリア帝国の版図

アッシリアが全オリエント世界を支配する初の帝国を打ち立てるのがこの時代である。この時代は古代オリエント史において最も記録史料が豊富な時代であり、詳細な政治史の復元が可能である。占星術などの記録が豊富に残っており、天文学的見地から非常に正確な年代確定が可能であるほか、アッシリア王名表、リンム表（概要を参照）、アッシリア・バビロニア関係史に代表される年代誌、各種行政文書、法律文書、条約、記念碑文などが分野の偏りがあるものの大量に残存している。アッシュル・ダン2世、アダド・ニラリ2世等によって中アッシリア時代後期の混乱が収められた後、アッシリアの王達は盛んに遠征を行い、次々と領土を拡大していた。いわゆるアッシリア帝国と呼ばれる時代に入るのはティグラト・ピレセル3世の時代である。彼はバビロニアやヘブライ人の記録でプル（Pul）と呼ばれた（シリア・エフライム戦争、バビロニア遠征）。被征服者であるバビロニア人やヘブライ人から憎まれてこの蔑称で記録されたとされる。
アッシリアはこの帝国を維持するために各種の方策を講じた。最も有名なものの一つが大量捕囚政策としてしられる被征服民の強制移住である。強制移住自体はオリエント世界に広く見られた手段であるが、アッシリアのそれはその組織性と規模において史上例を見ないものである。特にティグラト・ピレセル3世の治世以降は、急激に拡大した領土での反乱防止と職人の確保を目的としてたびたび行われた。
後世にはこうした力による強圧的な統治がよく伝えられ、アッシリアの支配を特徴付けるものと言われてきたが、アッシリアの帝国統治は単純に武力によって行われただけでなく、征服地や服属地域の文化や言語、宗教や政治体制に関する情報を詳細に収集し、それに基づく飴と鞭を使い分けた対応をとったことが同時代記録の分析から明らかになっている。こうした異文化情報の集積による帝国統治の手法は、アッシリア以降に登場した新バビロニア王国やアケメネス朝ペルシアのような広域統治を行った帝国に継承され、その統治技術の基礎となったと考えられている。
またその国家は、本国たるアッシュルの地と周辺の征服地域は強く区別された。本国は、中アッシリア時代より拡大していたが、土地が神格化されたアッシュル神の元に国があるという宗教イデオロギーで結びついていた。各征服地がどのように統治されたのかについては地域差があり、また学者の間でも議論のある所である。バビロニアの扱いは別格であり、アッシリア王がバビロニア王を兼任する場合や、バビロニアに代理王を置く場合などがあった。これらを、高度に発達した官僚制度が支えていた。ティグラト・ピレセル3世の治世からアッシュルバニパルの治世までの100年あまりの間にアッシリアは歴史上空前の政治的統合体を作り上げることになる。
この時代のアッシリア政治史における重要案件はバビロニア問題であった。ティグラト・ピレセル3世がバビロニアを完全征服して以降も、事あるごとにエラム（フンバンタラ朝）の支援を受けたバビロニアが反乱を起こし、その統治はアッシリア王達の頭痛の種であり続けた。ティグラト・ピレセル3世以降、バビロニアの反乱に直面しなかった王はほとんどいない。紀元前722年にシャルマネセル5世がイスラエル王国へ侵攻し占領したが、直後に死去。サルゴン2世は即位直後にバビロニアに離反され、ウラルトゥ・アッシリア戦争やバビロニア再征服が続く中で死去し、センナケリブが後を継いだ。エサルハドンの時代にはエジプトにまでその領域が広がり、紀元前671年に全オリエント世界を初めて統一した。この時代のシリアにおけるアッシリアの行動はヘブライ人達によって旧約聖書に記録されている。アッシュルバニパルがエラムを滅亡（スーサの戦い、アッシリアによるエラム攻略戦）させたものの、アッシュルバニパル治世後半からこうした巨大帝国も急激に衰退し、彼の死後20年あまりでアッシリアは滅亡してしまう。この衰退の原因が何であるのかは分かっていないが、王家の内紛や広大な領土・多様な被征服民族を統治するシステムの構造的な問題が噴出したものとも考えられている。北方からスキタイ等の外敵に圧迫され、領内では各所で続発する反乱を抑える事が出来なくなっていき、紀元前625年には新バビロニアが独立してその勢いはさらに増した。紀元前612年に新バビロニアやメディアの攻撃を受けて首都ニネヴェが陥落した（ニネヴェの戦い）。
亡命政権がハランに誕生し、アッシュル・ウバリト2世が即位、エジプト王ネコ2世と同盟を結んで新バビロニアと抗戦するも紀元前609年にはこれも崩壊し、アッシリアは滅亡した。だが、アッシリアに続く新バビロニアやメディア、アケメネス朝ペルシアはアッシリアの行政機構の多くを取り入れた。

### 社会・経済
史料豊富な新アッシリア時代ではあるが、この時代の経済に関する情報は王や高級官僚などに関係したものに偏っており、民間経済の実態は不明点が多い。帝国の主な収入源となったのは各州からの税収、属国からの貢納、そして遠征の際の略奪で得た戦利品であった。税は主に農産物と藁が徴収されたほか、一定期間の労役義務（軍務の場合もある）が課せられ、最も基本的な税源となった。都市間の流通に対しては帝国内の各都市で関税をかけたが、その規模はよくわかっていない。戦争による戦利品獲得は、特に奴隷の供給と言う面で重要であり、歴代のアッシリア王が行った大規模建築の数々は奴隷労働力の存在を抜きにしては語り得ないものである。
相次ぐ強制移住は古代オリエント社会に甚大な影響を及ぼしたが、その例の一つがアラム人に関する影響である。アラム人はシリア地方を中心に幾つかの国家を作っていたが、アッシリアは彼らを征服した後、帝国各地に強制移住させた。自然移動と相まってアラム人はオリエント全域に居住することになり、アラム語が国際商業言語となる下地となった。

### 文化

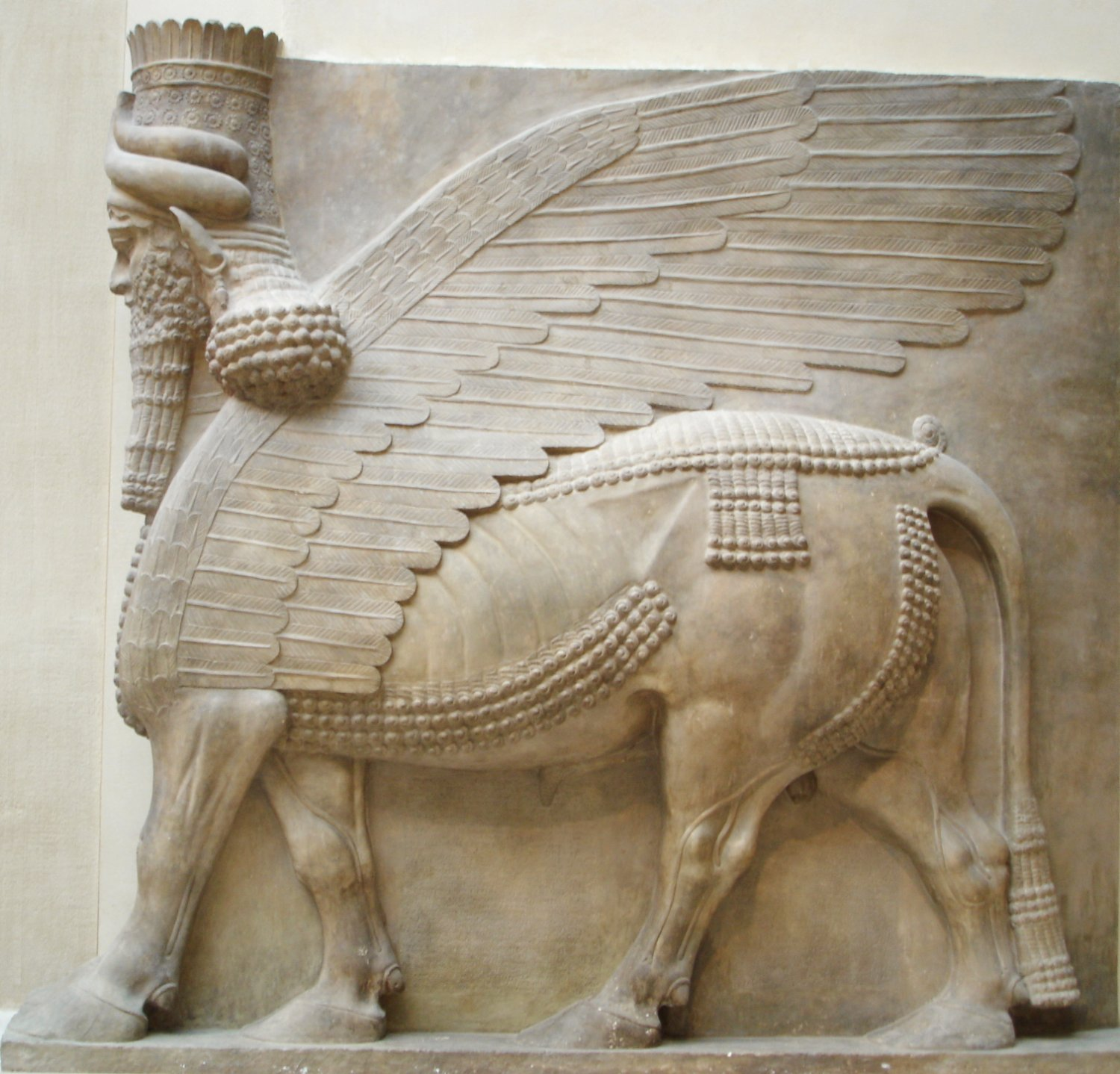
人頭有翼牡牛像

アッシリアの拡大と集積する富によって多くの文化が花開いた。新アッシリア時代に特徴的な彫刻として、宮殿などの入り口を守る人頭有翼牡牛像があり、各地で発見されている。また宮殿を飾った浮き彫り彫刻は、主にアッシリア王の狩猟シーンや戦争の場面が描かれており、当時の様子を知ることのできる一級の史料でもある。アッシュルバニパルのライオン狩り彫刻は、その写実性や野生動物の筋肉の表現の秀逸さなどから、アッシリア芸術の最高傑作の一つといわれる。
そして、アッシュルバニパル王が古代メソポタミア各地の文書史料を集めさせて作らせたアッシュルバニパルの図書館史料は、古代オリエント史を調べる上であまりにも貴重な史料を現代の学者に提供することになった。この図書館からは当時の学問や行政、更に私生活に関する文書が25000点以上発見されており、アッシリアの知識の集大成とも言うべき存在である。

### 軍事

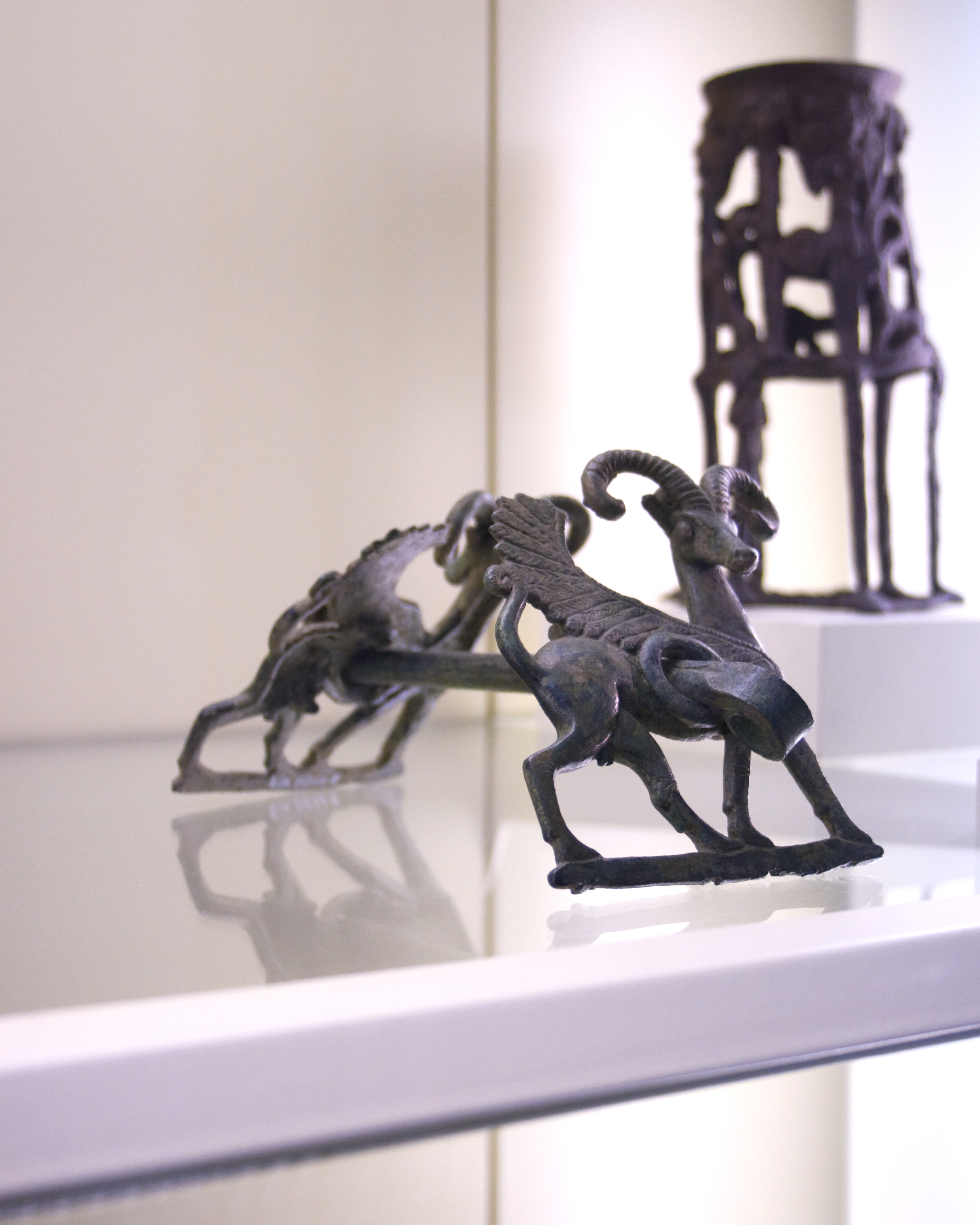
ニネヴェから出土した馬銜（Pergamon Museumベルリン）

時代による変化はあるが、アッシリア帝国の時代、アッシリア軍は中央軍と地方軍からなっていた。地方軍の指揮権は各州の長官にあり、兵の補充や補給も各州の権限で行われた。この地方軍には被征服国の軍も編入されたが、当然反乱の温床ともなり、それに対応するために一つ一つの州は非常に細分化されていた。中央軍は王の直属とされ、「王の結び目」と呼ばれたが、そのトップにいたのは宦官の長官であり、王に代わって指揮をとることもあった。中央軍の編成は10人を最小単位とし50人隊、100人隊という編成を取る古代のセム系民族に一般的な部隊割りを採用している。王は儀式として閲兵式を取り行ったことも知られており、閲兵のための砦も建設され、平時の武器の貯蔵庫としての役割も果たした。
兵科は歩兵（槍兵、弓兵、盾兵）、戦車（チャリオット）、騎兵などで編成された。この他に現代でいうところの工兵に相当する部隊も存在し、渡河や城攻めで大きな役割を果たした。特にアッシリア軍は弓兵を多く用いたという。盾兵は敵の弓矢から味方の兵士を守るために大型の盾を装備した部隊であり、弓兵とセットで運用された。戦車部隊は中アッシリア時代に恐らくミタンニのそれを参考にして採用されたと考えられ、アッシリア帝国期でも重要な兵科であった。特に「足の戦車」と呼ばれた王直属の戦車部隊は親衛隊とも言うべき役割を担う部隊であった。鉄の武器を使用し、東方高原から輸入した軍馬を用いた騎兵はこの時代に新たに導入された兵科である。当時はまだ鞍、鐙などの馬具が発明されておらず、後の時代の騎兵に比べて運用は困難だったと予想されるが、重要な兵科としてすぐに広まった。アッシリアの浮き彫りの中には馬上から弓矢を射る弓騎兵や、槍を構えて突撃する騎兵の姿を写したものがあり、当時の戦争の様子を知ることができる。
兵員数は最も多い時で200000人と当時の記録にはあるが、誇張であるとの説も根強い。しかし考古学者の予想する兵員数は数の開きが多く、最も少ない見積もりでは50000人程度とする説もある。正確なところは不明であるがしかし、シリア地方の諸国家の軍が時に数十人から数百人規模で記録されていることを考えれば、少なく見積もっても当時としては圧倒的な兵員数を誇ったことは間違いない。

## アッシリア帝国滅亡後のアッシリア人
ニネヴェなど、アッシリアの主要な都市の幾つかはアッシリア帝国滅亡時に破壊された。ヘロドトスの時代にはそこに住む者はいなかったという。だが、アッシリア人自体はある日突然絶滅するわけも無く、アッシュル神に対する祭祀も継続されたと考えられる。アッシリア人自身が支配者として君臨することはその後二度となかったが、アッシュルやシャルマヌ、ニヌルタなど、アッシリア人が好んで名前に使った神の名を持つ人名がその後も役人などの名前として記録されている。アケメネス朝からアルサケス朝時代にかけて、アッシリア人の多くはアッカド語（アッシリア語）ではなくアラム語を使用するようになったと考えられる。その後もアッシリア人と思われる人名がサーサーン朝時代にまで登場する。
だがこの生き残ったアッシリア人と、アッシリア人の末裔と主張するいわゆる現代アッシリア人の関係は必ずしも明白ではない。現代アッシリア人に限らず、中近東のキリスト教徒共同体は起源譚として古代オリエントの民族を持ち出す事が多い。
古代オリエント世界の古典文学の多くが後代に受け継がれず土に埋もれていく中、アッシリア人の歴史の多くも人々から忘れ去られたが、旧約聖書やギリシア人達の記録によって僅かに後世に伝えられた。楔形文字の解読によって再びアッシリア人が歴史に大きく取り上げられるようになるのは19世紀以降のことである。

## 『旧約聖書』とアッシリア
『旧約聖書』はアッシリアについて著述された文献のうち後代まで継続して受け継がれた数少ない文献の一つである。『旧約聖書』の中でアッシリアは外敵として描かれる。取り分け『列王記』の中の記述では、アッシリアがイスラエルに攻め込んだ様、そしてイスラエル王国やユダ王国がそれにどのように対応したかが、宗教的修飾を伴うものの詳しく叙述されている。
概略はプル王（ティグラト・ピレセル3世）がイスラエルに侵攻して以来、イスラエルとユダの王が時に貢物を贈って災禍を免れたことや、アッシリア統治下でイスラエル人達が各地に強制移住させられたこと、そして元の土地には入れ替わりにバビロニアなど各地の人間が入植させられたことが記述されている。
また、『イザヤ書』の中では主がアッシリアに罰を下すであろうこと、そしてアッシリアを恐れてはならないことが主張される他、『ナホム書』と『ゼファニヤ書』では将来のアッシリアの滅亡が預言される。これらからは当時の被征服者達の対アッシリア感情の一端を垣間見ることができる。さらに、『ヨナ書』では被征服者から怨嗟のまなざしを投げかけられるアッシリアの都ニネヴェですら、ヤハウェ神の愛が及ぶことを説くことで、イスラエル人部族連合体の神から全世界を統べる唯一神への、ヤハウェ神概念の拡張が表現されている。
『旧約聖書』のアッシリア観は近現代の研究者達にも多大な影響を与えた。現在、アッシリア学においては、信仰的な理解で『旧約聖書』を扱うことは一般的ではないが、古代の記録としての『旧約聖書』が極めて重要な史料であることに関しては疑いを入れる余地はない。またアッシリア王の名前は『旧約聖書』のヘブライ語表記に基づいたものが広く普及している（例えばセンナケリブはアッシリア人自身の用いたアッカド語ではシン・アヘ・エリバ、となる）。